# (36188) 1999 TD37
1999 TD37 (asteroide 36188) é um asteroide da cintura principal. Possui uma excentricidade de 0.15064300 e uma inclinação de 13.26461º.
Este asteroide foi descoberto no dia 13 de outubro de 1999 por LONEOS em Anderson Mesa.